# Oto Haščák
Oto Haščák (né le 31 janvier 1964 à Martin en Tchécoslovaquie) est un joueur professionnel slovaque de hockey sur glace. Il évoluait au poste de centre.

## Biographie

### Carrière en club
Il commence sa carrière en 1983 avec le Dukla Trenčín dans le championnat de Tchécoslovaquie. Il est choisi au septième tour, en cent-quarante-troisième position par le Bruins de Boston lors du repêchage d'entrée dans la LNH 1989. De 1990 à 1994, il évolue en Suède avec le Södertälje SK et le Frölunda HC. Il part ensuite deux saisons en Allemagne avec le ESV Kaufbeuren. Il remporte l'Extraliga tchèque en 1997 avec le HC Vsetín. Il a brièvement porté les couleurs de l'Ässät en Finlande un an plus tard. Il met un terme à sa carrière en 2002 après trois dernières saisons en Slovaquie avec le Dukla Trenčín.

### Carrière internationale
Il a représenté la Tchécoslovaquie puis la Slovaquie au niveau international.
Il participe aux Jeux olympiques de 1988, 1994 et 1998. Il est médaillé de bronze aux championnats du monde 1989 et 1990 avec la Tchécoslovaquie.

## Statistiques

### En club
| Saison    | Équipe         | Ligue              |    | Saison régulière | Saison régulière | Saison régulière | Saison régulière | Saison régulière |   | Séries éliminatoires | Séries éliminatoires | Séries éliminatoires | Séries éliminatoires | Séries éliminatoires |
| Saison    | Équipe         | Ligue              | PJ | B                | A                | Pts              | Pun              | PJ               | B | A                    | Pts                  | Pun                  |                      |                      |
| 1983-1984 | Dukla Trenčín  | Tchécoslovaquie    | 35 | 5                | 8                | 13               | 26               | -                | - | -                    | -                    | -                    |                      |                      |
| 1984-1985 | Dukla Trenčín  | Tchécoslovaquie    | 39 | 16               | 14               | 30               | 28               | -                | - | -                    | -                    | -                    |                      |                      |
| 1985-1986 | Dukla Trenčín  | Tchécoslovaquie    | 31 | 12               | 11               | 23               | 33               | -                | - | -                    | -                    | -                    |                      |                      |
| 1986-1987 | Dukla Trenčín  | Tchécoslovaquie    | 29 | 15               | 8                | 23               | 56               | -                | - | -                    | -                    | -                    |                      |                      |
| 1987-1988 | Dukla Trenčín  | Tchécoslovaquie    | 23 | 10               | 8                | 18               | 28               | -                | - | -                    | -                    | -                    |                      |                      |
| 1988-1989 | Dukla Trenčín  | Tchécoslovaquie    | 33 | 12               | 24               | 36               | 50               | 10               | 2 | 12                   | 14                   |                      |                      |                      |
| 1989-1990 | Dukla Trenčín  | Tchécoslovaquie    | 48 | 16               | 40               | 56               | 62               | -                | - | -                    | -                    | -                    |                      |                      |
| 1990-1991 | Södertälje SK  | Elitserien         | 32 | 13               | 10               | 23               | 30               | -                | - | -                    | -                    | -                    |                      |                      |
| 1991-1992 | Södertälje SK  | Elitserien         | 21 | 8                | 6                | 14               | 24               | -                | - | -                    | -                    | -                    |                      |                      |
| 1991-1992 | Södertälje SK  | Allsvenskan        | 16 | 4                | 16               | 20               | 14               | -                | - | -                    | -                    | -                    |                      |                      |
| 1992-1993 | Södertälje SK  | Division 1         | 31 | 19               | 31               | 50               | 42               | 2                | 0 | 1                    | 1                    | 4                    |                      |                      |
| 1993-1994 | Frölunda HC    | Elitserien         | 37 | 19               | 19               | 38               | 26               | 4                | 2 | 1                    | 3                    | 6                    |                      |                      |
| 1994-1995 | ESV Kaufbeuren | DEL                | 49 | 19               | 29               | 48               | 30               | 2                | 0 | 1                    | 1                    | 4                    |                      |                      |
| 1995-1996 | ESV Kaufbeuren | DEL                | 30 | 14               | 20               | 34               | 52               | -                | - | -                    | -                    | -                    |                      |                      |
| 1995-1996 | Dukla Trenčín  | Extraliga slovaque | 6  | 2                | 5                | 7                | 12               | 13               | 6 | 10                   | 16                   | 4                    |                      |                      |
| 1996-1997 | HC Vsetín      | Extraliga tchèque  | 40 | 11               | 22               | 33               | 20               | 8                | 0 | 5                    | 5                    | 2                    |                      |                      |
| 1997-1998 | HC Zlín        | Extraliga tchèque  | 11 | 3                | 7                | 10               | 8                | -                | - | -                    | -                    | -                    |                      |                      |
| 1997-1998 | Ässät Pori     | SM-liiga           | 27 | 6                | 11               | 17               | 24               | -                | - | -                    | -                    | -                    |                      |                      |
| 1998-1999 | Dukla Trenčín  | Extraliga slovaque | 16 | 8                | 7                | 15               | 30               | 2                | 1 | 1                    | 2                    | 2                    |                      |                      |
| 2000-2001 | Dukla Trenčín  | Extraliga slovaque | 21 | 3                | 16               | 19               | 52               | 12               | 2 | 5                    | 7                    | 38                   |                      |                      |
| 2001-2002 | Dukla Trenčín  | Extraliga slovaque | 17 | 1                | 9                | 10               | 12               | -                | - | -                    | -                    | -                    |                      |                      |